# وزارة الخارجية (لبنان)
وزارة الخارجية والمغتربين هي إحدى الوزارات السيادية في لبنان، هي الوزارة المسئولة عن علاقات لبنان الخارجية والتعبير عن السياسة الخارجية للبنان وحماية مصالح الدولة اللبنانية ومصالح المواطنين اللبنانيين بالخارج، فضلاً عن تمثيل الدولة اللبنانية لدى الدول الأخرى والمنظمات الدولية. يقع مقر الوزارة في قصر بسترس في بيروت. الوزير الحالي هو جبران باسيل.

## تأسيس
بعد انتهاء الحرب العالمية الاولى وضع لبنان تحت الانتداب الفرنسي، وفي 23 أيار 1926، صدر الدستور اللبناني. لكنّ دستور عام 1926 لم يضع حداً للانتداب الفرنسي بل حدّدا صلاحياته المتعدّدة، ومنها سياسة لبنان الخارجية. فتنصّ المادة 94 من دستور 1926: «تتفق الحكومة اللبنانية في ما بعد مع ممثل الدولة المنتدبة لإنشاء وكالة لبنانية في باريس ووظائف لملحقين لبنانيين داخل البعثات والقنصليات الفرنسية في المدن الأجنبية حيث يوجد اللبنانيين.»
أنشئ مكتبٌ في باريس عام 1926 باسم «الوكالة اللبنانية في باريس»، وتمّ تعيين ألفونس أيوب «ملحقاً لبنانياً لمديرية دول المشرق الخاضعة للانتداب الفرنسي» ليصبح ما بين 1937 و1944 «مفوّض الجمهورية اللبنانية». لكنّ المفوّض اللبناني كان يتمتّع بامتيازات محدودة جداً. فقد اقتصر دوره على الجانب الإداري فقط، حيث أوكل إليه إرسال المعلومات من لبنان إلى حكومة الانتداب الفرنسية وبالعكس. فضلاً عن ذلك، تولّى رفع التقارير إلى اللبنانيين بشأن وضع الجالية اللبنانية في باريس. غير أنّ الأمور بدأت تتغيّر مع توقيع الاتفاق الفرنسي اللبناني في العام 1936 الذي منح لبنان سلطةً أكبر على هذا الصعيد. فتمّ إنشاء مكتب للشؤون الخارجية في 15 نيسان 1937، رغم أنّ أعماله بقيت محدودة.
بعد إعلان الجنرال كاترو استقلال لبنان، أصبح حميد فرنجية أوّل وزيرٍ للخارجية في الحكومة التي شكّلها عمر الداعوق في 1 كانون الأول 1941. قام حميد فرنجية بتعيين حليم حرفوش أوّل مدير للوزارة والياس السخن أوّل موظّف في قطاع الخدمة المدنية. أما مقرّ الوزارة، فكان داخل مبنى مجلس النوّاب.
افتتح لبنان المفوضيّة اللبنانية الأولى في لندن، ثمّ في القاهرة، باريس ووارسو. في 30 آذار 1953، تمّ تحويل جميع المفوضيّات اللبنانية إلى سفارات (المرسوم رقم 1220).

## وصلات خارجية
- موقع وزارة الخارجية والمغتربين اللبنانية
- قائمة الوزراء على Rulers.org